# 바트강
바트강 또는 볼쇼이바트강(러시아어: Вад, Большой Вад)은 목샤강(오카강의 지류)의 지류이다. 유역 길이는 222 km, 유역 면적은 6500 km2이다.
펜자주의 니즈니로모프에서, 20 km 지점에서 발원을 한다. 모르도바 공화국, 랴잔주를 흐른다.